# Sistema operacional móvel
Sistema operacional (português brasileiro) ou operativo (português europeu) móvel é um tipo de sistema operacional desenvolvido especificamente para smartphones, tablets, PDAs ou outros dispositivos móveis. Embora alguns computadores, como um típico laptop, sejam portáteis, os sistemas operacionais geralmente usados neles não são considerados móveis como eles foram originalmente concebidos para computadores estacionários maiores, que historicamente não têm ou não precisam de recursos específicos "móveis". Esta distinção pode ser pouco precisa para alguns sistemas operacionais mais recentes que são híbridos, feitos para ambos os usos.
Sistemas operacionais móveis combinam características de um sistema operacional do computador pessoal com outros recursos úteis para uso móvel ou portátil, como tela sensível ao toque, celular, Bluetooth, Wi-Fi, GPS de navegação móvel, câmera fotográfica, câmera de vídeo, reconhecimento de voz, leitor de música, etc.

## Sistemas operacionais móveis
| Sistemas Operativos        | Marcas                              |
| -------------------------- | ----------------------------------- |
| Symbian OS                 | Nokia                               |
| Windows Phone              | Microsoft                           |
| iOS                        | Apple                               |
| MeeGo                      | Intel / Nokia                       |
| Bada (sistema operacional) | Samsung                             |
| RIM                        | Blackberry                          |
| WebOS                      | Palm / HP                           |
| WinCE                      | Microsoft                           |
| Palm OS                    | Palm, Inc                           |
| Android                    | Google Inc. / Open Handset Alliance |

## Symbian OS
O Symbian OS é um sistema operativo criado para rodar nos telemóveis "multimídia" com suporte para câmeras fotográficas, MMS, wireless, bluetooth, entre outras funções.
Este sistema operativo é predominantemente baseado em um ambiente gráfico bastante simples.

### Vantagens
- Possui recursos para gerir e utilizar pouca bateria e memória;
- Permite a instalação de softwares de terceiros;
- Baseado em padrões de comunicação e dados;
- Mecanismos que asseguram a transferência e armazenamento de dados;
- Desfruta muito bem de todas as áreas do aparelho. Memória RAM, Processador, Processador Gráfico, etc;
- É um sistema operativo mais estável e seguro em relação aos seus concorrentes.

### Versões
Symbian^1 (2008) ; Symbian^2 (2010); Symbian^3 (2010)

## Windows Mobile
O Windows Mobile é um sistema operativo compacto, desenvolvido para rodar em dispositivos móveis como Pocket PCs, Smartphones e Aparelhos de multimédia em geral. Projetado para ser capaz de realizar maior parte do que é possível numa versão do Windows para PC.

### Vantagens
- Windows Media Player 9 Mobile suporta grande parte dos formatos de multimédia existentes, tais como .WMA, .WMV, .MP3, e .AVI.
- Tela "today screen", configurável, normalmente contem o dia de hoje, dados do dono, anotações, novos e-mails e tarefas em execução.
- Barra de tarefas mostra a hora atual, o volume e o status da conectividade atual.
- Outlook Mobile, inclui agenda de tarefas, calendários, contatos e uma caixa de entrada de e-mails que pode interagir com um servidor do Microsoft Exchange.
- Ferramentas Microsoft Office tais como Word, Excel,PowerPoint.

### Versões
Windows Mobile 2003 (2003); Windows Mobile 2003SE (2004); Windows Mobile 5 (2005); Windows Mobile 6 (2007); Windows Mobile 6.1 (2008); Windows Mobile 6.5 (2009)

## Windows Phone
O Windows Phone 7 é um sistema operativo móvel, desenvolvido pela Microsoft, sucessor da plataforma Windows Mobile, que, ao contrário deste, é focado no mercado de consumo, em vez do mercado empresarial, para o que falta muitas características fornecidas pela versão anterior.

### Vantagens
- Redes Sociais, como Facebook, Twitter e Windows Live;
- Tecnologia multi-toque;
- Utilizam telas OLED, com que faz que tenha um menor consumo de bateria.

### Versões
Windows Phone 7,
Windows Phone 8,
Windows Phone 8.1,
Windows Phone 10 (2015).

## iOS
iOS é o sistema operativo móvel da Apple. Desenvolvido originalmente para o iPhone, também é usado em iPod Touch, iPad e Apple TV. A Apple não permite o sistema operativo rodar em hardware de outras marcas.

### Versões
iPhone (2007); iPhone OS 2.0 (2008); iPhone OS 3.0 (2009);  iPhone OS 4.0 (2010), iPhone OS 5.0 (2011), iPhone OS 6.0 (2012), iPhone OS 7.0 (2013), iPhone OS 8.0 (2014) iPhone OS 9.0 (2015), iPhone OS 10.0 (2016), iPhone OS 11.0 (2017), iPhone OS 12.0 (2018), iPhone OS 13.0 (2019).

## Meego
O MeeGo é um sistema operativo móvel de código aberto, com kernel Linux, anunciado no Mobile World Congress em Fevereiro de 2010, pela Nokia e pela Intel numa conferência conjunta à imprensa.

## Bada
O bada é um sistema operativo desenvolvido pela Samsung focado nos smartphones. O bada foi lançado em 2010, como uma alternativa própria da Samsung para concorrer com a Apple e a Blackberry RIM e transformar os consumidores Samsung em utilizadores de Smartphones.

## Blackberry OS - RIM
BlackBerry OS é um sistema operativo móvel, desenvolvido pela Research In Motion (RIM)para sua linha de smartphones BlackBerry.
É um sistema operativo multitarefas, oferece suporte a dispositivos de entrada especializados que têm sido adoptadas pela RIM para uso nos handhelds, particularmente o trackwheel, trackball, e, mais recentemente, o trackpad e touchscreen.

### Vantagens
- O seu suporte nativo para e-mail corporativo, por meio de MIDP 1.0 e, mais recentemente, um subconjunto do MIDP 2.0, que permite a activação sem fios completo e sincronização com Microsoft Exchange, Lotus Domino ou Novell GroupWise e-mail, calendário, tarefas, notas e contactos, quando usado com o BlackBerry Enterprise Server;
- O sistema operacional também suporta WAP 1.2.

## Versões
Blackberry OS 4.1 (2005); Blackberry OS 4.2 (2007); Blackberry OS 4.5 (2008); Blackberry OS 5 (2009); Blackberry OS 6 (2010)

## HP WebOS
HP WebOS é um sistema operativo móvel baseado em um kernel Linux, inicialmente desenvolvido pela Palm, que foi posteriormente adquirida pela Hewlett-Packard (HP).

### Vantagens
- Programado para dispositivos sensíveis ao toque;
- Sistema multitarefa;
- Redes sociais.

## Palm OS
Palm OS é um sistema operativo móvel, inicialmente desenvolvido pela Palm, Inc., para assistentes digitais pessoais (PDAs) em 1996.
Palm OS é projetado para facilidade de uso com uma interface de utilizador gráfica baseada em touchscreen. Versões posteriores do sistema operativo tem sido estendido para suportar smartphones.

### Vantagens
- Sistema de entrada de texto manuscrito reconhecimento chamado Graffiti 2;
- Tecnologia HotSync para a sincronização de dados com PC's;
- Reprodução de som e capacidade de registo;
- Modelo simples de segurança: Dispositivo pode ser bloqueado por senha;
- Expansão suporte cartão de memória.

### Versões
Palm OS 1.0 (1996); Palm OS 2.0 (1997); Palm OS 3.0 (1998); Palm OS 4.0 (2001); Palm OS 2.0 (2002); Palm OS Cobalt (2004).

## Android
Android é um sistema operativo móvel que roda sobre o núcleo Linux, embora por enquanto seja ainda desenvolvido numa estrutura externa ao núcleo Linux. Foi inicialmente desenvolvido pelo Google e posteriormente pela Open Handset Alliance, mas a Google é a responsável pela gestão do produto e engenharia de processos. Está presente em 92,4% dos smartphones no Brasil.

### Versões
Android 1.0 | 09/2008; Android 1.1 | 0
2/2009; Android 1.5 (Cupcake) | 04/2009; Android 1.6 (Donut) | 09/2009; Android 2.0 a 2.1 (Eclair) | 10/2009; Android 2.2 a 2.2.3 (Froyo) | 05/2010;  Android 2.3 a 2.3.7 (Gingerbread) | 10/2010; Android 3.0 a 3.2 (Honeycomb) | 02/2011; Android 4.0 a 4.0.4 (Ice Cream Sandwich) | 10/2011; Android 4.1 a 4.2.2 (Jelly Bean) | 07/2012; Android 4.4 (Kitkat) | 11/2013; Android 5.0, 5.0.1, 5.0.2 (Lolipop) |11/2014 | Android 6.0, 6.1 (Marshmallow) 06/2015 | Android 7.0, 7.1, 7.1.2 (Nougat) 08/2016 | Android 8.0, 8.1 (Oreo) 08/2017; Android 9.0 (Pie) 2018; Android 10 | 08/2019.